# Поточаны
Поточаны (укр. Поточани) — село в Нараевской сельской общине Тернопольского района Тернопольской области Украины.
До 2020 года входило в Бережанский район.
Код КОАТУУ — 6120487007. Население по переписи 2001 года составляло 395 человек.

## Географическое положение
Село Поточаны находится в 1-м км от левого берега реки Золотая Липа,
выше по течению на расстоянии в 2,5 км расположено село Дунаев,
ниже по течению на расстоянии в 4,5 км расположено село Бище,
на противоположном берегу — село Рекшин.

## История
- 1375 год — дата основания.

## Объекты социальной сферы
- Школа I—II ст.
- Клуб.
- Фельдшерско-акушерский пункт.